# منتدى الدوحة للشباب حول منع الجريمة والعدالة الجنائية
اقيم على هامش مؤتمر الأمم المتحدة الثالث عشر لمنع الجريمة والعدالة الجنائية - الدوحة 2015 والذي استضافته الدوحة، واقيم المنتدى خلال الفترة من (7-9) أبريل 2015 ونظمته مؤسسة قطر للتربية والعلوم وتنمية المجتمع (قطر فاونديشن) بالتعاون مع اللجنة التحضيرية لمؤتمر الامم المتحدة الثالث عشر. ويعتبر المنتدى مبادرة قطرية غير مسبوقة في اطار أعمال مؤتمرات الامم المتحدة الخاصة بمنع الجريمة والعدالة الجنائية.
وشارك في المنتدى (123) طالبا وطالبة من مختلف الجنسيات، بعدد من الجامعات بدولة قطر وخارجها، بعد أن عقدوا عددا من الجلسات لمناقشة أبرز الموضوعات المتعلقة بمنع الجريمة وتحقيق العدالة الجنائية، وهي الموضوعات الرئيسة نفسها التي يتضمنها مؤتمر الأمم المتحدة حول منع الجريمة والعدالة الجنائية (الدوحة 2015)، والذي سيعقد خلال الفترة من 12-19 من أبريل الجاري بالدوحة. كما شكل المنتدي حدثــاً دوليــاً هامــاً أكدت من خلاله دولة قطر على دورهــا كعضــو فاعــل وبنــاء فــي الأســرة الدوليــة، واستجابتها لدعوة الأمم المتحدة للعمل نـحو نهــج جديــد للتنميــة المســتدامة، يســتمد زخمــه من تمكــين الشــباب وبناء قدراتهم وتفعيل مشاركتهم.
سعى منتدى الدوحة الشبابي العالمي، لاختيارِ مجموعةٍ من الشبابِ المثقف والواعي، من مختلف الخلفيات والجنسيات، وذلك لتوفيرِ نظرةٍ شموليةٍ للموضوعات المطروحة كافة، والخروج بخلاصات تعكِسُ هذا التنوّع الثريّ والمبدع، وتسمح للمشاركين بتركِ بصماتهم في إجراءات الأمم المتحدة وقراراتها، مما يحقق عدة أهداف، إذ إن المنتدى يدرّب الشباب على تولي زمامِ المستقبل، ويسمح في الوقت عينه لأفكارهم وإبداعاتهم أن تجدَ طريقاً لها في الحاضر.

## المشاركون
شارك في منتدى الدوحة للشـباب لمنــع الجريـمــة والعدالــة الجنائيــة، الذي يعتبر الأول من نوعه على هامش مؤتمرات الأمم المتحدة لمنع الجريمة والعدالة الجنائية، 123 طالبا وطالبة من مختلف قارات وجامعات ومدارس العالم، إضافة إلى وزراء ومسؤولين قطريين وأمميين.

## حضور رسمي وأممي متميز
- سعادة السيد/ صلاح بن غانم العلي وزير الشباب والرياضة القطري.
- سعادة الدكتور/ محمد عبد الواحد الحمادي وزير التعليم والتعليم العالي الأمين العام للمجلس الأعلى للتعليم القطري.
- سعادة اللواء الدكتور/ عبد الله يوسف المال مستشار معالي وزير الداخلية - رئيس اللجنة التحضيرية لمؤتمر الأمم الثالث عشر لمنع الجريمة والعدالة الجنائية.
- الدكتور أحمد حسن الحمادى مدير الشئون القانونية بوزارة الخارجية ونائب رئيس اللجنة التحضيرية لمؤتمر الامم المتحدة الثالث عشر لمنع الجريمة والعدالة الجنائية.
- المهندس/ سعد المهندي رئيس مؤسسة قطر للتربية والعلوم وتنمية المجتمع.

	* سعادة السيد/ ناصر بن عبدالعزيز النصر الممثل السامي للأمم المتحدة لتحالف الحضارات.
- سمو الاميرة/ باجارا كيتيا بها ما هيدول، المدعى العام للمقاطعة حفيدة ملك تايلاند، وسفيرة الأمم المتحدة للنوايا الحسنة.
- السيد/ ديمتري فلاسيس الامين التنفيذي لمؤتمر الامم المتحدة الثالث عشر لمنع الجريمة والعدالة الجنائية.

كما حضر المنتدى العديد من مسئولي الامم المتحدة، وعدد من مديري الادارات بوزارة الداخلية ومؤسسة قطر وعدد من طلاب كلية الشرطة، وطلاب كلية أحمد بن محمد العسكرية وطلاب الجامعات والمدارس الثانوية والطلبة المشاركين في المنتدى.

## توصيات المنتدى الشبابي
أوصى منتدى الدوحة للشباب حول منع الجريمة والعدالة الجنائية في ختام أعماله بضرورة تعزيز حكم القانون والتنمية المستدامة وحث الحكومات على عقد منتديات للشباب إقليمية ودولية حول منع الجريمة والعدالة والجنائية، ووجوب أن تكون هذه المنتديات مفتوحة للشباب في جميع أنحاء العالم وتخدم كمنطلق ومنصة تمثل الشباب في جميع أنحاء العالم وتمكنهم من التفاعل مع الحكومات وأصحاب المصلحة وتوفر فرصا من أجل مراجعة الجهود الدولية في تعزيز أنظمة العدالة الجنائية ومؤسساتها. كما دعا الشباب إلى تأسيس مجلس عالمي مستقل يضم شباباً مميزين يقومون بمناقشة التحديات والمشاكل التي تعاني منها مجتمعاتهم، وأن يؤخذ ذلك بعين الاعتبار عندما يتم تصميم استجابات في العدالة الجنائية ومكافحة الجريمة والتعاون لإيجاد حلول لتنمية المجتمعات. كما تضمنت العديد من الموضوعات المتعلقة بتحقيق العدالة ومنع الجريمة، وتمثلت التوصيات الختامية للمنتدى في:
- تعزيز حكم القانون والتنمية المستدامة، وحث الحكومات على عقد منتديات للشباب، إقليمية ودولية، حول منع الجريمة والعدالة والجنائية، وأن تكون هذه المنتديات مفتوحة للشباب في جميع أنحاء العالم.
- الدعوة لتأسيس مجلس عالمي مستقل للشباب، يضم شباباً مميزين يقومون بمناقشة التحديات والمشاكل التي تعاني منها مجتمعاتهم، وتعيين سفراء لكل دولة عضو، للقيام بجمع تقارير حول منع الجريمة والعدالة الجنائية والتحديات الحالية والمستقبلية.
- حث الحملات العالمية لدعم جهود الأمم المتحدة، من أجل تطبيق ثقافة حقوق الإنسان والوعي العالمي، وأن تتضمن الحملات نطاقاً واسعاً من أصحاب المصلحة في المجتمعات.
- دعوة الحكومات للتطبيق على التعليم الرسمي وغير الرسمي بنظام تعليم قانوني عام، يقوم ببناء وعي عام حول حقوق الإنسان وأنظمة العدالة الجنائية وتعزيز المعرفة بالأنظمة القضائية.
- تطبيق برامج رفع الوعي بين جميع أفراد المجتمع، بما في ذلك استخدام التكنولوجيا الحديثة والبيئة الرقمية، وحقوق ومسؤوليات التكنولوجيا والإنترنت، والحماية من الاستخدامات الجنائية للتكنولوجيا.
- دعوة الحكومات لدعم الأمم المتحدة لتعزيز استخدام التكنولوجيا، من أجل تسهيل رفع التقارير عن الجريمة بشكل خاص، وأن تكون هناك خاصية استغاثة على كل أجهزة الهاتف، يتم تطبيقها عن طريق زر معد مسبقاً، يقوم بالتواصل بشكل آلي في حالات الطوارئ لمنع الجريمة.
- حث الحكومات على الاستفادة من التكنولوجيات من أجل مزيد من دعم المجتمع وتوزيع المعلومات على العامة، وردع الأنشطة الإجرامية، ووضع برامج إعادة تأهيل داخل المؤسسات العقابية والتأهيلية المتاحة للمسجونين، من أجل تحسين عملية إعادة دمجهم في المجتمع.
- دعوة مؤسسات القطاع الخاص وحث الحكومات والأمم المتحدة على توفير برامج تقدِّم حوافز للناس الأقل حظاً، من أجل التركيز على الأنشطة الإنتاجية في المجتمعات، والابتعاد عن الجريمة.
- دعوة مؤسسات القطاع الخاص لرعاية الأنشطة المجتمعية، وأيضا وإنارة الشوارع والتوزيع المسئول للمواد الغذائية المخزنة، من أجل منع الأنشطة الإجرامية.
- دعوة الدول الأعضاء في الأمم المتحدة والمنظمات غير الحكومية والقطاع الخاص لتبني سياسات ووضع تدابير بقصد منع الاتجار بالبشر، وتوفير المساعدة لضحايا تلك الجريمة، وحمايتهم من المزيد من الصعوبات، والأخذ بعين الاعتبار النساء والشباب.
- إيجاد مبادرات مشتركة من أجل دعم إنشاء مراكز بحثية، ورفع الوعي حول الآثار والتحديات التي تترتب على جريمة الاتجار بالبشر.
- وضع التدابير الضرورية من أجل منع سارقي الهوية ومعاقبتهم، والمراقبة الفاعلة للإنترنت وتكنولوجيا المعلومات ومنع الجريمة.
- حث الحكومات على تعزيز الشراكة بين القطاع العام والخاص، من أجل التصدي للجريمة، والوقوف ضد تلك الجرائم والأنشطة المشبوهة.
- الدعوة لتبني مجموعة من التشريعات والقوانين وإعطاء مزودي شبكات التواصل الاجتماعية الحق للولوج دون انتهاك الخصوصية للأشخاص.
- الدعوة لإنشاء مؤسسة بحثية تقوم بدراسة الأسباب والنتائج المترتبة على التطور في البيئة الرقمية على حياة الناس.
- التوصية بإعادة توزيع الشروط الخاصة باستعمال البرامج بطريقة واضحة، من أجل تقليل خطر استغلال المستخدمين وانتهاك خصوصياتهم.
- توصية بمبادرات مشتركة بين الدول، وعلى المستويات الإقليمية والدولية.

### تسليم التوصيات
قام ممثلين عن الطلاب المشاركين في المنتدى وهم محمد فخرو من قطر، وميمونة زينب من بريطانيا، وفاطمة رمضان من إسبانيا، بتلاوة التوصيات في الحفل الافتتاحي لمؤتمر الامم المتحدة الثالث عشر لمنع الجريمة والعدالة الجنائية، بحضور عدد من الشخصيات ابرزهم حضرة صاحب السمو أمير دولة قطر الشيخ تميم بن حمد آل ثاني، ومعالي رئيس مجلس الوزراء ووزير الداخلية- رئيس المؤتمر الشيخ عبدالله بن ناصر بن خليفة آل ثاني، والسيد/ بان كي مون الامين العام للامم المتحدة إلى جانب عدد من الضيوف. كما قام الطلاب بتسليم توصيات المنتدي إلى الامين العام للامم المتحدة بان كي مون والذي قام بدوره بتسليمها لرئيس المؤتمر الشيخ عبدالله بن ناصر بن خليفة آل ثاني.